# Prince of Persia: The Sands of Time (film)

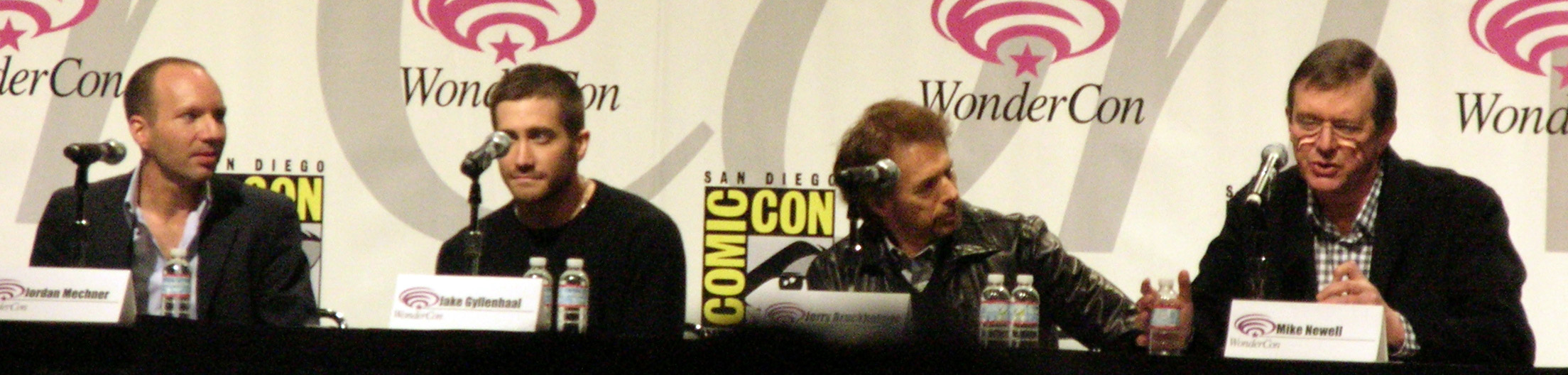
Movie Panel voor The Sands of Time bij WonderCon 2010. V.l.n.r. scriptschrijver Jordan Mechner, hoofdrolspeler Jake Gyllenhaal, producer Jerry Bruckheimer en regisseur Mike Newell.

Prince of Persia: The Sands of Time is een Amerikaanse actiefilm die vanaf 28 mei 2010 in de bioscoop te zien was. De film is geregisseerd door Mike Newell en de opnames zijn gemaakt in Groot-Brittannië en Marokko.
De ontwerper van Prince of Persia, Jordan Mechner, wilde het liefst dat de belangrijkste elementen uit het spel werden verwerkt in een nieuw scenario, iets vergelijkbaars als de Pirates of the Caribbean-films.
Het verhaal is grotendeels gebaseerd op het videospel Prince of Persia: The Sands of Time en volgt prins Dastan (Gyllenhaal) die samen met zijn rivaal prinses Tamina (Arterton) de machtige vizier Nizam (Kingsley) moet stoppen om het verspreiden van het zand der tijd tegen te gaan.

## Verhaal
Het is de 6e eeuw en het Perzische Rijk is op zijn grootst. In de straten van Najaf probeert een jonge Dastan onder het toeziend oog van Koning (sjah) Sharaman te ontkomen aan stadswachten. De koning is onder de indruk van de jongen en adopteert hem als zijn aangenomen zoon, waardoor hij een prins (sjahzade) van Perzië wordt. Het is vijftien jaar later als Dastan met zijn twee broers Tus, Garsiv en hun oom Nizam een aanval doen op de stad Alamoet, dit omdat hier gevaarlijke wapens zouden worden gemaakt. Tijdens de veldslag wordt de prinses Tamina gevangengenomen en Dastan komt aan een mysterieuze dolk. Tijdens het overwinningsbanket geeft Dastan een cape als gift aan Sharaman nadat deze hem Tamina als vrouw heeft beloofd. Echter, nadat de koning de cape heeft omgedaan, verbrandt de koning levend vanwege een gif waarmee de cape doordrongen is. Dastan wordt meteen beschuldigd van deze daad, maar weet op tijd te ontsnappen met behulp van Tamina en ontkomt zo aan zijn broer Tus en Garsiv. Nadat Dastan wordt aangevallen door Tamina, ontdekt hij dat de dolk magische krachten herbergt door middel van een tijdschakel waarmee je terug in de tijd kan en kennis kan verzamelen. Tijdens de reis naar Avrat voor de begrafenis van Sharaman lopen de twee Sheikh Amar, een reishandelaar, tegen het lijf. Daarna heeft Dastan een geheime ontmoeting met Nizam om voor zijn onschuld te pleiten, maar na het zien van de verbrande handen van zijn oom komt hij erachter dat Nizam achter de dood van zijn vader Sharaman zit. Dastan weet dan te ontkomen aan de val die Nizam heeft uitgezet, maar de sporen die hij heeft achtergelaten worden gevolgd door ingehuurde Assassijnen.
Tijdens de ontsnapping vertelt Tamina over de oorsprong van de dolk: de goden hadden lang geleden besloten om door middel van een zandstorm de mensen uit te roeien vanwege hun zonden. Een jong meisje wist hen echter te overtuigen om hun wraak te temperen met een deal. Het zand van deze storm werd opgeslagen in een zandglas of heldere zandloper, met daarbij de zanddolk - bijgenaamd de dolk der tijd - als het enige voorwerp dat het zandglas kan breken. Het zandglas werd verborgen onder de stad Alamoet, onder beheer van de nakomelingen van het jonge meisje en Tamina's familie.
Tamina ziet nu in dat met het vrijkomen van het zand de wereld kan vergaan en besluit de dolk terug te brengen waar hij ooit was weggegeven, wat daarbij ook haar leven kan kosten. Ze bereiken dan de plek in de Hindu Kush, nadat ze wederom gevangen zijn genomen door Sheikh Amar. Dan volgt er een hinderlaag bij de plek onder leiding van Garsiv. Dastan weet Garsiv van zijn onschuld te overtuigen, maar de Assassijnen vallen aan en ontnemen de dolk van Tamina en weten Garsiv te vermoorden. Samen met Sheik Amar, zijn gevolg en Tamina keert Dastan weer terug naar Alamoet, waar ze opnieuw de dolk weten te bemachtigen. Dastan gebruikt de dolk dan om voor zijn broer Tus zijn onschuld te bewijzen en de kracht ervan te tonen. Dan arriveert Nizam echter, die Tus vermoordt, de dolk pakt en Dastan achterlaat bij zijn krijgers. Tamina weet hem te redden en samen gaan ze naar de kelders van het kasteel.
Na het verslaan van Zolm, de Assassijnenleider, gaan Dastan en Tamina naar de kamer van de Zandglas, waar Nizam net de dolk in het glas steekt. Het zand begint los te komen van het glas en als de twee Nizam bereiken valt hij ze aan; Tamina, die van de prins is gaan houden, offert zichzelf op om hem een kans te geven. Dastan weet vervolgens in een worsteling de dolk uit de zandglas te trekken, daarmee de dreigende apocalyps voorkomend. De tijd draait dan vervolgens terug naar het begin van het beleg van Alamoet, wat daarmee alle voorgaande gebeurtenissen uitwist van wat was gebeurd. Dastan weet zijn broers op tijd terug te vinden en beschuldigt zijn oom Nizam van verraad, die vervolgens Dastan aanvalt in een woede-uitbarsting, maar gedood wordt door Tus. Als excuus voor het beleg van Alamoet doet Tus het voorstel om Dastan met Tamina te laten trouwen als pact van vriendschap. Dastan geeft dan hints vrij over het bekend zijn met de dolk tegenover Tamina, en zegt dat hij met voorspoed uitziet naar hun toekomst samen.

## Rolverdeling
- Jake Gyllenhaal - Prins Dastan, een zesde-eeuwse prins uit Perzië.
- Gemma Arterton - Tamina, prinses van Alamoet
- Ben Kingsley - Nizam
- Alfred Molina - Sheik Amar
- Reece Ritchie - Bis
- Toby Kebbell - Garsiv
- Richard Coyle - Tus
- Ambika Jois - Tamina's assistent
- Gísli Örn Garðarsson - De Vizier
- Dave Pope - grote Scimitar Hassansin
- Ronald Pickup - Koning Sharaman
- Daud Shah - Asoka
- Steve Toussaint - Seso
- Luke Beach - jonge koning Sharaman jongen
- Selva Rasalingam - Perzische kaptein
- Stephen A. Pope - Roham

## Productie en achtergrond
In maart 2004 zocht de productiemaatschappij van Jerry Bruckheimer Films de mogelijkheid om de rechten van het spel Prince of Persia, The Sands of Time uit 2003 over te nemen, zodat het geproduceerd kon worden door Walt Disney Pictures. Onder uitvoerend producent John August en ontwikkelaar Jordan Mechner werd een scenario geschreven.
Over wie de rol van de Prins zou spelen, deden de namen de ronde van onder anderen Brendan Fraser (bekend van The Mummy-trilogie) en Barry Watson (bekend van What About Brian). Voor de rol van Farah werden de namen van Nicole Scherzinger (Pussycat Dolls), Tyra Banks en Rosario Dawson genoemd. Uiteindelijk gingen Jake Gyllenhaal en Gemma Arterton er met de hoofdrollen vandoor.